# Save the Date
Save the Date è un film del 2012 diretto da Michael Mohan.

## Distribuzione
Il film è stato presentato in anteprima mondiale al Sundance Film Festival il 22 gennaio 2012, dove era anche in concorso al Gran Premio della Giuria, per poi venire distribuito nelle sale statunitensi l'8 novembre 2012.
Su Rotten Tomatoes il film ha un indice di gradimento del 47% ricavato sulla base di 30 recensioni. Su Metacritic il film ha ottenuto un punteggio di 54 su 100 sulla base di 17 recensioni.